# 蒙塔尔托多拉
蒙塔尔托多拉（義大利語：Montalto Dora），是意大利都灵省的一个市镇。总面积7平方公里，人口3515人，人口密度502.1人/平方公里（2009年）。ISTAT代码为001160。